# Tig Notaro
Mathilde "Tig" O'Callaghan Notaro (Jackson, Misisipi, 24 de marzo de 1971) es una comediante, escritora, podcaster y actriz estadounidense, conocida por su comedia inexpresiva. Su elogiado álbum Live fue nominado en 2014 al premio Grammy al Mejor Álbum de Comedia en la 56.a Entrega Anual de los Premios Grammy. El especial Tig Notaro: Boyish Girl Interrupted fue nominado en 2016 en los 68th Primetime Emmy Awards por Mejor Escritura para un Especial de Variedades. En 2017, su álbum Boyish Girl Interrupted fue nominado al premio Grammy al Mejor Álbum de Comedia en la 59.a entrega anual de los Premios Grammy.

## Biografía

### Primeros años
Notaro nació en Jackson, Misisipi, hija de Mathilde "Susie" (O'Callaghan) y Pat Notaro. Su madre nació en Nueva Orleans. Se crio en Pass Christian, Misisipi, hasta el jardín de infancia, y más tarde se mudó con su familia a Spring, Texas, un suburbio de Houston. Tiene un hermano, Renaud Notaro, que es un año mayor que ella y trabaja como presentador de programas de radio.
Su tatarabuelo materno fue John Fitzpatrick, alcalde de Nueva Orleans de 1892 a 1896. Al participar en la temporada 5 de Finding Your Roots con Henry Louis Gates, Jr., Notaro descubrió que también es una prima lejana de Gloria Steinem. Manifestó en varias ocasiones que odiaba la escuela y repitió tres cursos, abandonando finalmente la secundaria. En 1990, mientras vivía en Texas, obtuvo su GED.

### Carrera

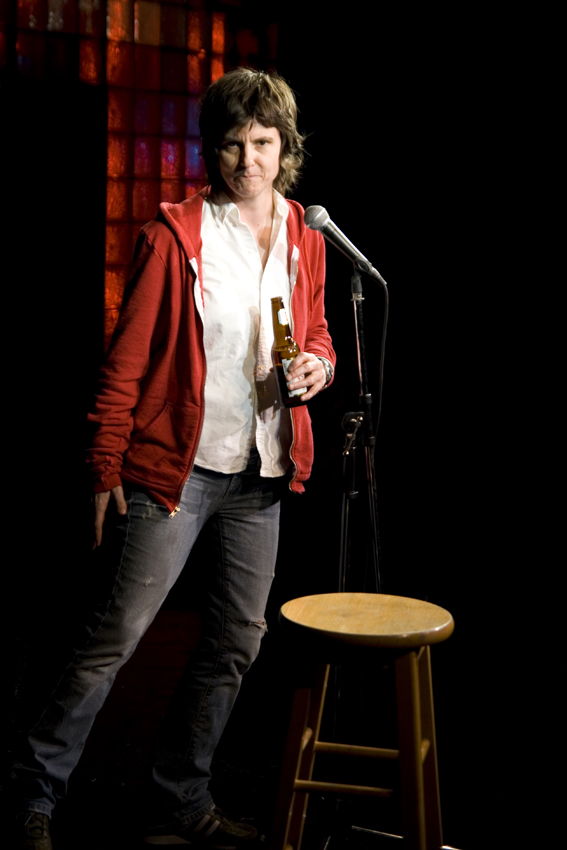
Tig Notaro en 2010

Notaro se mudó a Denver, Colorado, donde se involucró en la industria de la música. Se convirtió en gerente de bandas, trabajando bajo el nombre de Tignation Promotions a mediados de los años 1990. Su trabajo promocionando bandas la llevó a Los Ángeles, donde probó el stand up por primera vez a finales de la década. Desde entonces, ha aparecido en Comedy Central Presents y en El Show de Sarah Silverman como una oficial de policía lesbiana. Colabora frecuentemente con su compañero de escritura Kyle Dunnigan. Con Dunnigan y David Huntsberger, fue coanfitriona del podcast Professor Blastoff desde mayo de 2011 hasta julio de 2015. En 2011 lanzó su álbum debut de stand up, Good One. Su álbum de 2012, Live, es una grabación de un set de comedia realizado poco después de que le diagnosticaran cáncer de mama.
En 2012, Notaro apareció en Conan, y en mayo de ese año en el episodio en vivo de This American Life, transmitido en los cines de todo el país y en la radio en forma editada. Realizó un monólogo sobre Taylor Dayne en el cual la propia cantante hizo una aparición sorpresa, dando una serenata a Notaro con la canción "I'll Always Love You". Trabajó además en compañía de la comediante Amy Schumer en un especial para Comedy Central titulado Inside de Amy Schumer y creó una serie financiada por Kickstarter llamada Clown Service, la cual escribió y protagonizó.
Escribió un libro de memorias para el sello Ecco de HarperCollins llamado I'm Just a Person. La cadena Showtime realizó un documental sobre su vida que narra su gira de stand up poscáncer, titulado Knock Knock, It's Tig Notaro. En julio de 2015 también se estrenó una película de Netflix llamada Tig, que narra los intentos de Notaro de quedar embarazada de su prometida, Stephanie Allynne. La cantante Sharon Van Etten escribió una canción en homenaje a Notaro llamada "Words" que se muestra en los créditos del filme.
En noviembre de 2015 coescribió, produjo y protagonizó un piloto de televisión semiautobiográfico para Amazon Video llamado One Mississippi. El programa, que recibió un pedido de serie de seis episodios un mes después, sigue al personaje de Notaro mientras regresa a su ciudad natal de Bay Saint Louis, Misisipi, después de la muerte inesperada de su madre.
Su primer especial de una hora, Tig Notaro: Boyish Girl Interrupted, fue lanzado por HBO en 2015. Un año después estrenó su tercer álbum en su propio sello, Bentzen Ball Records, con el que también lanzó Just Putting It Out There de la comediante y actriz Aparna Nancherla. En el otoño de 2016 apareció en el escenario de la gira de conciertos Nostalgic for the Present de la cantante australiana Sia, durante la canción "Diamonds".
En abril de 2018 se anunció que Notaro aparecería en la segunda temporada del seriado Star Trek: Discovery en el papel de Jett Reno. El 22 de mayo del mismo año, Netflix estrenó el segundo especial de una hora de Notaro, Happy To Be Here. En junio de 2019, el sitio web de comedia Funny or Die produjo Under a Rock with Tig Notaro, una serie de YouTube en la que Notaro intenta adivinar la identidad de los invitados famosos.
En 2021 fue insertada digitalmente en la posproducción del filme Army of the Dead, cuando el director Zack Snyder reemplazó a Chris D'Elia después de su acusación por conducta sexual inapropiada.

### Estilo de comedia
Sobre su enfoque como comediante, Notaro afirmó: "Siempre voy a hacer lo que crea que es más divertido. Si algo es oscuro, lo haré... No hay una idea preconcebida de quién creo que podría ser ahora". Manifestó también que desde su diagnóstico de cáncer, ha recurrido a un estilo de comedia más personal, abandonando las temáticas oscuras. Según sus propias palabras, antes era más distante y observadora, pero ahora reflexiona sobre su infancia y su vida.

## Vida personal
Notaro conoció a su esposa Stephanie Allynne en el set de la película In a World... Se comprometieron el 1 de enero de 2015 y se casaron el 24 de octubre de 2015. Tuvieron gemelos en 2016, concebidos con los óvulos de Allynne a través de un sustituto.
Notaro toca la guitarra y la batería y afirma que es una ávida fanática de la música. El apodo "Tig" se lo dio su hermano cuando tenía dos años.

### Cáncer
Fue diagnosticada con cáncer en ambos senos el 30 de julio de 2012. El 3 de agosto abordó su diagnóstico y otras dificultades personales durante su espectáculo en vivo en la discoteca Largo de Los Ángeles. Esta presentación fue descrita como "instantáneamente legendaria" y fue elogiada por comediantes y crítica en general.
Al día siguiente, el comediante Louis CK llamó a Notaro y le dijo que quería publicar el audio del show. Al principio no se sentía cómoda con la idea, pero decidió que el material podría ayudar a la gente, así que aceptó. En octubre, el audio apareció en la página oficial de CK bajo el título Live. Más tarde, Notaro lanzó el audio en iTunes. Live terminó vendiendo más copias que el álbum Monster de la banda Kiss, que debutó la misma semana, algo que la sorprendió gratamente, pues era fanática de la banda en su juventud.
Posteriormente se sometió a una mastectomía doble sin cirugía reconstructiva. Optó por no recibir quimioterapia, pero decidió continuar el tratamiento con bloqueo hormonal.
En noviembre de 2014 y como parte del Festival de Comedia de Nueva York, Notaro se presentó en el Town Hall de la ciudad de Nueva York y durante algunos minutos se exhibió en topless. The New York Times se refirió a este suceso afirmando: "Ella mostró a la audiencia sus cicatrices y luego, a través de su habilidad para el espectáculo, te hizo olvidar que estaban allí. Fue una declaración poderosa, incluso inspiradora, sobre la supervivencia y la recuperación y, sin embargo, tenía la sensación de atrevimiento". Después de un espectáculo en Filadelfia, fue hospitalizada y requirió cirugía por un quiste.
En 2017 adoptó una dieta vegana, a la que atribuyó la eliminación del dolor crónico que había experimentado en los años posteriores a su diagnóstico de cáncer.

## Discografía

### Álbumes de comedia
- 2011: Good One (Secretly Canadian) - CD+DVD, LP, Descarga
- 2012: Live (Pig Newton) - Descarga
- 2013: Live: Deluxe Edition (Secretly Canadian) - 2xCD, Picture Disc LP, Download
- 2016: Boyish Girl Interrupted (Secretly Canadian) - CD, LP, Descarga
- 2018: Happy To Be Here (Netflix) - LP, Streaming

### Especiales
- 2004: Comedy Central Presents - Descarga, Streaming
- 2015: Boyish Girl Interrupted (HBO) - Descarga, Streaming
- 2018: Happy To Be Here (Netflix) - Descarga, Streaming

### Vídeos
- 2008: Have Tig at Your Party - también directora, escritora, productora ejecutiva (DVD extra de Good One: Deluxe Edition)
- 2013: Professor Blastoff - 100º episodio - Earwolf - Red de podcasts de vídeo (YouTube)[54]
- 2014: The Moth - "R2 Where Are You" (YouTube)[55] - también escritora (el audio del video es el contenido adicional de su álbum Live: Deluxe Edition)

### Singles
- 2016: Mississippi Relatives - Descarga, Streaming
- 2017: 7-Inches for Planned Parenthood My Ideal Exchange with a Stranger (Directo desde el Largo) (7-Inches For™, LLC) - 7" pink vinyl, Descarga
- 2020: Little Titties - Descarga, Streaming

### Audio libro
- 2016: I'm Just a Person Unabridged (Harper Audio) - CD ISBN 978-1504734523, Descarga

### Recopilaciones
- 2010: Live Nude Comedy, Vol. 1 (Salient Music) - Descarga[56] (tracks 11 y 12)
- 2010: Comedy Death-Ray Xmas CD 2010 (ASpecialThing Records) - CD[57]

## Filmografía

### Cine
| Año  | Título                       | Papel                     | Notas                                                        |
| ---- | ---------------------------- | ------------------------- | ------------------------------------------------------------ |
| 2009 | The Tig Series               |                           | Corto; también directora, escritora y productora ejecutiva   |
| 2010 | Lez Chat                     | Locutora                  | Corto; también directora y escritora                         |
| 2010 | We Are the World 25.75       | Ella misma                | Corto                                                        |
| 2010 | Christmas Lady Marmalade     | Ella misma                | Corto                                                        |
| 2011 | Crying in Public             | Pregonera de la cafetería | Corto                                                        |
| 2012 | Craigslist Joe               | Ella misma                | Documental                                                   |
| 2013 | In a World...                | Cher                      |                                                              |
| 2014 | Walk of Shame                | Mujer                     |                                                              |
| 2014 | Catch Hell                   | Carena                    |                                                              |
| 2014 | Ashes                        | Dra. Lori                 |                                                              |
| 2014 | Clown Service                | Tig                       | Corto; también directora, coguionista y productora ejecutiva |
| 2015 | Rubberhead                   | Niña                      | Segmento: "Lisa"                                             |
| 2015 | Knock Knock, It's Tig Notaro | Ella misma                | Documental; también escritora y productora ejecutiva         |
| 2015 | Tig                          | Ella misma                | Documental; también productora ejecutiva                     |
| 2016 | The Fun Company              | Jade                      | Corto                                                        |
| 2016 | Punching Henry               | Jillian                   |                                                              |
| 2018 | Dog Days                     | Danielle                  |                                                              |
| 2018 | Familia al instante          | Sharon                    |                                                              |
| 2019 | Lucy in the Sky              | Kate Mounier              |                                                              |
| 2021 | Music                        | Anfitrión de Radgicals    |                                                              |
| 2021 | Together Together            | Madeline                  |                                                              |
| 2021 | Army of the Dead             | Marianne Peters           |                                                              |
| 2022 | Am I Ok?                     | Sheila                    | También directora y productora                               |
| 2023 | We Have a Ghost              | Dra. Leslie Monroe        |                                                              |

### Televisión
| Año        | Título                                               | Papel                     | Notas                                                                      |
| ---------- | ---------------------------------------------------- | ------------------------- | -------------------------------------------------------------------------- |
| 2004       | Movies at Our House                                  | Ella misma                | 3 episodios                                                                |
| 2004       | Comedy Central Presents                              | Ella misma                | 1 episodio                                                                 |
| 2006       | Dog Bites Man                                        | Leigh Roy                 | 1 episodio                                                                 |
| 2007–2010  | The Sarah Silverman Program                          | Tig                       | 9 episodios                                                                |
| 2008       | Held Up                                              | Traductora                | Película de televisión                                                     |
| 2008       | Biography                                            | Ella misma                | 1 episodio                                                                 |
| 2009       | In the Motherhood                                    | Rhoda                     | 4 episodios                                                                |
| 2009       | Back on Topps                                        | Mamá                      | 1 episodio                                                                 |
| 2010       | MTV Movie Awards                                     |                           | Escritora                                                                  |
| 2010       | Community                                            | Mujer del bar             | 1 episodio                                                                 |
| 2011       | The Life & Times of Tim                              | Recepcionista (voz)       | 1 episodio                                                                 |
| 2012       | The Office                                           | Madre                     | 1 episodio                                                                 |
| 2012       | This American Life Live!: Invisible Made Visible     | Ella misma                | Película de televisión                                                     |
| 2012       | Stand Down: True Tales from Stand-Up Comedy          | Ella misma                | 1 episodio                                                                 |
| 2012       | Susan 313                                            | Beth Ann                  | Piloto de NBC                                                              |
| 2013, 2021 | Bob's Burgers                                        | Jody (voz)                | 2 episodios                                                                |
| 2013       | Inside Amy Schumer                                   | Tig                       | 2 episodios; también escritora                                             |
| 2013       | Why We Laugh: Funny Women                            | Ella misma                | Documental de televisión                                                   |
| 2013@–2014 | Comedy Bang! Bang!                                   | Agente policial           | 2 episodios                                                                |
| 2014       | 56th Grammy Awards Pre-Telecast Ceremony             | Ella misma                | Especial de TV                                                             |
| 2014       | Suburgatory                                          | Rebecca Dunn              | 1 episodio                                                                 |
| 2014       | Maron                                                | Sydney                    | 1 episodio                                                                 |
| 2014       | Garfunkel y Oates                                    |                           | 1 episodio                                                                 |
| 2014@–2019 | Transparent                                          | Barb                      | 6 episodios                                                                |
| 2014@–2017 | Clarence                                             | Sue Randell / Annie (voz) | 5 episodios                                                                |
| 2015       | Sundance Film Festival Closing Night Awards Ceremony | Ella misma                | Especial de TV                                                             |
| 2015       | Tig Notaro: Boyish Girl Interrupted                  | Ella misma                | Especial de comedia; también directora, escritora, productora ejecutiva    |
| 2015       | No, You Shut Up!                                     | Ella misma                | 1 episodio                                                                 |
| 2015       | Adventure Time                                       | Voz                       | 1 episodio                                                                 |
| 2015@–2017 | One Mississippi                                      | Tig Bavaro                | 12 episodios; también creadora, escritora, directora, productora ejecutiva |
| 2016       | Lady Dynamite                                        | Ella misma                | 1 episodio                                                                 |
| 2016       | The Jim Gaffigan Show                                | Gomez                     | 1 episodio                                                                 |
| 2017       | Hollywood Horror Stories                             | Ella misma                | 1 episodio                                                                 |
| 2017       | The Gorburger Show                                   | Ella misma                | 1 episodio                                                                 |
| 2018       | Tig Notaro: Happy To Be Here                         | Ella misma                | Especial de comedia; también directora, escritora, productora ejecutiva    |
| 2018       | 2 Dope Queens                                        |                           | Directora de la serie                                                      |
| 2018       | Fresh Off the Boat                                   | Señora Doris              | 2 episodios                                                                |
| 2018       | New Girl                                             |                           | 1 episodio                                                                 |
| 2019–2022  | Star Trek: Discovery                                 | Denise "Jett" Reno        | 10 episodios                                                               |
| 2019       | Tuca & Bertie                                        | Voz                       | 1 episodio                                                                 |
| 2020       | The Fungies!                                         | Comandante Lazer (voz)    | 1 episodio                                                                 |
| 2021       | Army of the Dead: Lost Vegas                         | Marianne Peters (voz)     | Protagonista                                                               |
| 2023       | The Morning Show                                     | Amanda Robinson           |                                                                            |

## Emisiones de audio

### Radio
- 2012-2016: Episodios 464, 476, 518, 558 y 577 de This American Life[60]
- 15 de junio de 2016: NPR All Things Considered[61]
- 18 de julio de 2015: NPR All Things Considered[62]
- 19 de julio de 2013: NPR Wait Wait... ¡No me lo digas! "No es mi trabajo"[63]
- 17 de abril de 2013: The Moth - "R2 Where Are You"[64] Grabado el 5 de diciembre de 2012
- 7 de diciembre de 2012: PRI Science Friday[65]
- 8 de octubre de 2012: NPR Fresh Air[66]

### Podcasts
- 2020 – presente: Don't Ask Tig[67]
- 2011-2015: Professor Blastoff con Kyle Dunnigan y David Huntsberger (217 episodios)[68]

#### Invitada
- 2019: Conan O'Brien Needs a Friend Episodio 23[69]
- 2017: 2 Dope Queens Episodios 26[70] y 45[71]
- 2017: The Ezra Klein Show[72]
- 2017: Movie Crush Episodio 2[73]
- 2017: Good One: A Podcast About Jokes[74]
- 2017: Out Here In America Episodio 2[75] y un episodio especial[76]
- 2014, 2017: Bullseye with Jesse Thorn 2017,[77] 2014[78]
- 2011, 2017: Jordan, Jesse, Go! Episodio 175[79] y 501[80]
- 2009–2017: Comedy Bang! Bang! (12 episodios)
- 2013: Making It Episodio 67[81]
- 2013: You Made It Weird with Pete Holmes Episodio 177[82]
- 2013: The Nerdist Podcast Episodio 381[83]
- 2012–2013: The JV Club Episodios 32[84] y 49[85]
- 2011: The Long Shot Season 1, Episodio 14[86]
- 2010-2011: WTF with Marc Maron Episodios 81[87] y 105[88]
- 2008-2011: The Sound of Young America 2011 Entrevista con Dave Holmes,[89] Mejor comedia de 2009,[90] 2008 Stand-up at Bumbershoot[91]

## Libros
- I'm Just a Person. Ecco Press. 2016. ISBN 978-0062266637. (Humor)